# Agelasta imogenae
Agelasta imogenae es una especie de escarabajo longicornio de la subfamilia Lamiinae. Fue descrita científicamente por Hüdepohl en 1985.
Se distribuye por Asia, en Filipinas (islas Mindanao, también en la provincia de Bukidnon y en el municipio de Cabanglasán). Posee una longitud corporal de 15,5 milímetros. Algunas especies pueden llegar a medir más de 17 milímetros.